# Wełyka Wyś
Wełyka Wyś (ukr. Велика Вись) – rzeka na Ukrainie płynąca w obwodzie kirowohradzkim i obwodzie czerkaskim. Po zlaniu się z Tykiczem tworzy Siniuchę.
Nad rzeką leży miasto Nowomyrhorod. Długość rzeki wynosi 166 kilometrów, zaś jej powierzchnia zlewni wynosi 2860 km². Rzeka przepływa przez Wyżynę Naddnieprzańską.
Na mocy traktatu Grzymułtowskiego Wełyka Wyś wyznaczała granicę między Rzecząpospolitą a Imperium Rosyjskim (prowincja Nowa Serbia).